# Gare de Miskolc-Tiszai
La Gare de Miskolc-Tiszai (hongrois : Miskolc-Tiszai pályaudvar, prononcé [ˈmiʃkolts ˈtisɒi ˈpaːjɒudvɒɾ]) est la plus grande gare ferroviaire de Miskolc. Son nom renvoie à la Tisza (nom de cet affluent du Danube), car la ligne ferroviaire atteignant Miskolc en 1859, appartenait à la Tiszavidéki Vaspálya Társulat (« Compagnie de voies ferrées du pays de la Tisza »).